# Agaszi Manukján
Agaszi Manukján (Leninakan, 1967. március 27. – Marquette, Michigan, USA, 2018. március 19.) világbajnok örmény birkózó.

## Pályafutása
Az 1993-as stockholmi világbajnokon kötöttfogásban (57 kg) aranyérmes lett. 1994-ben és 1995-ben két Európa-bajnoki ezüstérmet szerzett. Részt vett az 1996-os atlantai olimpián kötöttfogás légsúlyban a 13. helyen végzett.
Testvérei Szamvel és Mhitar szintén birkózók.

## Sikerei, díjai
- Világbajnokság – kötöttfogás, 57 kg
  - aranyérmes: 1993, Stockholm
- Európa-bajnokság – kötöttfogás
  - ezüstérmes (2): 1994 (62 kg), 1995 (52 kg)